# Noble, Oklahoma
Noble är en ort i Cleveland County i delstaten Oklahoma, USA.